# Uomo Negativo
L'Uomo Negativo, il cui vero nome è Larry Trainor, è un personaggio immaginario, protagonista dei fumetti DC Comics, creato da Bob Haney, Arnold Drake e Bruno Premiani su My Greatest Adventure n. 80 (giugno 1963). È uno dei membri della Doom Patrol.

## Biografia del personaggio

### Pre-Crisis
Larry Trainor era un pilota di Jet, che, mentre testava un aereo sperimentale, viene investito da una misteriosa nube radioattiva, che lo rende un reattore atomico ambulante. Solo grazie a delle speciali bende create dallo scienziato Niles Caulder il suo corpo non risulta dannoso per chi gli sta intorno. Le radiazioni però lo hanno reso in grado di manifestare a comando un misterioso essere di energia negativa in grado di volare e lanciare raggi di energia, ma che può restare fuori dal corpo senza conseguenze solo per un minuto. Inoltre, mentre lo spirito esce dal corpo di Larry, il suo corpo fisico resta senza vita, lasciandolo scoperto agli attacchi. Dopo la morte della Doom Patrol, lo spirito negativo di Larry prenderà possesso della pilota Valentina Vostok, che diverrà così la Donna Negativa.

### Rebis
Alla fine degli anni ottanta Grant Morrison rilancia la serie della Doom Patrol per l'etichetta Vertigo, rivisitando anche il personaggio dell'Uomo Negativo.
Rebis è un ermafrodito radioattivo nato dalla fusione di Larry Trainor con la dottoressa Eleanor Poole e con un misterioso essere di energia, artefice della fusione. L'entità, detta spirito negativo, aveva abitato precedentemente dentro Trainor, rendendolo il primo "uomo negativo" della Doom Patrol.
Il termine Rebis è il nome, d'origine alchimistica, assunto dalla creatura risultante, potenzialmente immortale. È stato anche usato per indicare la pietra filosofale, vista come coincidentia oppositorum (compresenza degli opposti): bianco e nero, maschile e femminile.
Rebis è dotato di facoltà psicometriche, telepatiche ed è capace di proiettare fuori da sé lo spirito negativo per tempi brevi.
Rebis conserva ricordi e caratteristiche delle sue distinte e contraddittorie personalità originali.
Esteriormente, Rebis si presenta come una persona ricoperta di bende e vestita con un impermeabile verde e occhiali neri; può ricordare alcune raffigurazioni dell'uomo invisibile, ma in realtà ne è il contrario: una volta liberato dalle bende, il suo corpo fluttuante risplende ed emette radiazioni pericolose.
In un episodio, Rebis viene anche chiamato Uroboros.

## Poteri e abilità
Lo spirito negativo dell'Uomo Negativo può volare ad alta velocità, far esplodere oggetti solidi tramite raggi d'energia e passare attraverso la materia. Assomiglia a una sagoma oscura di un essere umano, circondata da un bagliore luminoso. Sfortunatamente, il possessore dello spirito è debole e indifeso mentre l'essere è separato dal suo corpo; può solo rischiare di mandarlo avanti per 60 secondi alla volta senza rischiare la morte.

## Altri media
- Larry Trainor compare nelle serie televisive Titans e Doom Patrol, interpretato da Matt Bomer, nei flashback, e da Dwain Murphy (Titans) e Matthew Zuk (Doom Patrol).

## Filmografia
- Titans - serie TV, episodi 1x04-4x10 (2018-2023)
- Doom Patrol - serie TV, 46 episodi (2019-2023)